# André Trousselier
André Trousselier (París, 29 de maig de 1887 - París, 10 d'abril de 1968) va ser un ciclista i futbolista francès, que va competir en els anys previs a la Primera Guerra Mundial. Era germà dels també ciclistes Louis i Leopold Trousselier. La seva principal victòria fou la Lieja-Bastogne-Lieja de 1908.
Paral·lelament, i sobretot a partir de 1910, es va dedicar al futbol. Entre el 1907 i 1910 fou el porter del Racing Club de France, amb qui va guanyar el campionat francès de la UFSFA de 1907. El 1912 i 1913 va jugar al CASG, on també jugava el seu germà petit Auguste.

## Palmarès
- 1907
  - Vencedor d'una etapa de la Volta a Bèlgica amateur
- 1908
  - 1r a la Lieja-Bastogne-Lieja